# Тиберина
Тиберина, Тибертина (итал. Isola Tiberina; собств. «Тибрский остров») — небольшой остров в форме лодки (270 метров в длину и 67 метров в ширину), расположенный в южной излучине реки Тибр в Риме, к югу от Ватикана. Являясь местом нахождения древнего храма Эскулапа, а позже больницы, остров ассоциируется с медициной и целительством. Единственный речной остров в черте столицы Италии, относится к провинции Рим региона Лацио.

## История
Согласно легенде, после изгнания последнего римского царя Тарквиния Гордого Сенат санкционировал разграбление народом царской пашни (впоследствии она стала Марсовым полем) и, так как использовать плоды с угодий тирана считалось кощунством, посевы и солома были скинуты в корзинах в Тибр и впоследствии обросли илом, заложив основу формирования острова. Остров пользовался в Риме дурной репутацией и оставался необитаемым до 290 годов до н. э., когда в разгар чумы по решению сената на острове было устроено святилище бога врачевания, Эскулапа, а сам остров был посвящён в его честь. Об эпидемии Тит Ливий сообщал следующее: «Сколько бы радостей ни принёс тот год, едва ли её достало для утешения во время мора, косившего и горожан и сельских жителей; несчастье походило уже на небесную кару, и тогда обратились к книгам — узнать, какой исход и какое избавление от этой напасти посылают боги». Считается, что храм был открыт в 291 году до н. э. и посвящён 1 января. 
Предполагается, что эта идея появилась после того, как с причалившей к острову лодки выползла змея — символ бога врачевания, специально привезённая из места его поклонения Эпидавра вместе с культовым изображением бога. В напоминание об этом случае острову была придана форма корабля, берега облицованы травертином, вместо мачты установлен обелиск (ныне его заменяет колонна с фигурами святых). Ритуал происходил по греческому образцу, жрецы преимущественно были выходцами из Греции. Это было довольно значительным новшеством для культовой сферы Рима, а сам храм довольно скоро обрёл популярность. Попасть на остров можно по двум древнейшим мостам города: с правого берега — по мосту Фабричо (62 год до н. э.), а с левого — по мосту Честио (70—42 годы до н. э.) В связи с таким расположением он назывался «Остров между двумя мостами» (Insula Inter-Duos-Pontes). 
Считается, что к периоду строительства мостов относится и облицовка островка плитами травертина, которые частично сохранились в восточной части. Обелиск же был перенесён в один из музеев Неаполя. В 194 году до н. э. на острове был возведён Храм Фавна, древнему латинскому богу, которого чтили как защитника скота и полей. Живший в I веке до н. э. римский архитектор Витрувий описывал храм Фавна как простиль с крыльцом в гексастиле: «Простиль во всём подобен храму в антах, за исключением того, что напротив ант у него две угловых колонны и что архитрав у него не только на фасаде, как у храма в антах, но также и с правого и левого заворота. Образец простиля — храм Юпитера и Фавна на Тибрском острове».
В 998 году император Священной Римской империи Оттон III, желая увековечить память святого Адальберта Пражского, основал на острове церковь. Теперь это базилика Сан-Бартоломео (лат. Titulus Sancti Bartholomæi in Insula), в которой, как считается, хранятся мощи апостола Варфоломея. Предполагается, что он находится на месте утраченного римского храма Эскулапа. Остров до сих пор ассоциируется с местом исцеления, потому что в 1584 году в западной его части Орденом госпиталитов св. Иоанна Божьего была основана действующая до сих пор больница Фатебенефрателли (Fatebenefratelli — букв. «Братья, творите добро»).